# لوئیس (ویسکانسین)
لوئیس (به انگلیسی: Lewis) یک منطقهٔ مسکونی در ایالات متحده آمریکا است که در شهرستان پولک، ویسکانسین واقع شده‌است. لوئیس ۱۶۴ نفر جمعیت دارد و ۳۲۰٫۰۴ متر بالاتر از سطح دریا واقع شده‌است.